# Isabelle (eau)
Pour les articles homonymes, voir Isabelle.
Isabelle est une marque d'eau de source.
L'eau Isabelle prend sa source au sommet des montagnes Noires dans le Finistère à Saint-Goazec à la source de la Reine.

## Propriétés et composition analytique
- Extrait sec à 180 °C : 50 mg/L
- pH : 5,4

| Espèce            | Teneur (mg/L) |
| ----------------- | ------------- |
| Calcium (Ca2+)    | 1,5           |
| Magnésium (Mg2+)  | 2,2           |
| Sodium (Na+)      | 12,5          |
| Potassium         | 0,5           |
| Bicarbonates      | 3,5           |
| Sulfates (SO2- 4) | 3             |
| Nitrates (NO- 3)  | 5             |
| Chlorures         | 20            |

## Historique
- Autorisation d'exploitation préfectorale le 20 janvier 1966
- Autorisation ministérielle de conditionner sous matériaux plastiques du 20 juillet 1971.

## Isabelle aujourd'hui
- Cette eau est embouteillée à Saint-Goazec dans le département du Finistère.
- L'usine Isabelle capte 300 000 litres par jour. Elle produit de l'eau, mais aussi du soda, de la limonade, du cola à destination du monde entier.